# Oedemera paganettii
Oedemera paganettii es una especie de coleóptero de la familia Oedemeridae.

## Distribución geográfica
Habita en Creta (Grecia).